# آنا كاتارينا هان
آنا كاتارينا هان (مواليد 20 أكتوبر 1970)، هي كاتبة روائية ألمانية. من أشهر أعمالها رواية «الجيران» و «أيام أقصر» التي لاقت اهتماما كبيرا وصلت للقائمة الطويلة لجائزة الكتاب الألماني عام 2009.

## من مؤلفاتها المترجمة للعربية
- رواية: فستان امي.[6]